# Babiczky László (rendező)
Babiczky László (Budapest, 1946. november 30. –) Balázs Béla-díjas magyar televíziós rendező, forgatókönyvíró.

## Pályafutása
A családi hagyományok már gyermekkorában a művészetekre irányították a figyelmét. Az egyik nagyapja belsőépítész volt, remekül rajzolt és festett. A másik, verselő orvos, az Ady-kör tagja, több festőművész barátságát élvezte. Édesanyja pedagógus, fiatalon végezte a színiiskolát, itt ismerkedett meg a rendezőnek készülő apjával. Az apa a Cinecittà ösztöndíjasa, aki e filmvárosból visszatérve – lévén Olaszország fasiszta –, nem helyezkedhetett el a szakmában: nem kerülhetett be a Valahol Európában c. játékfilm stábjába rendezőasszisztensnek. Pályát módosított.
Szinte természetesnek tűnt ezzel a családi háttérrel, hogy a középiskolában (Apáczai Csere János Gimnázium) filmszakkörös lett. A bölcsésztanulmányok (irodalom–könyvtár szak) mellett tagja volt az ELTE amatőr filmklubjának. A Nemeskürty István és Nemes Károly vezette Filmtudományi Diákkör aktív tagja. Filmbevezető előadásokat tartott vetítések előtt az immár legendás Egyetemi Színpadon.
Az egyetemi tanulmányok befejezését követően mégsem a Filmtudományi Intézet segédkutatói állását választotta, hanem elszegődött Zsurzs Éva mellé asszisztensnek a Magyar Televízióba. Közben esti tagozaton elvégezte a Színház- és Filmművészeti Főiskola adásrendezői szakát. Első önálló rendezései a versek világába vezették. Figyelmének centrumában a magyar szépirodalom állt. Olyan műveket vitt képernyőre, amelyek az örök szellemi értékeken túl üzennek a jelen kornak, így időszerű gondolatokra, érzésekre is rezonálhat a néző. Olyan formanyelvi megoldásokat keresett, amelyek elősegítik a befogadást. Újító szándékát magas nézettségi mutatók igazolták vissza, a szakkritika nem mindig. 1979-ben Pécsre szerződött vezető rendezőnek, ahol segítette, megerősítette a fiatal körzeti televíziózást. A művészeti műsorok mellett számos dokumentumanyagot is rendezett, továbbá látókörébe került a környezetvédelem.
A pécsi időszakban készült művei közül kiemelhető az 1980-ban – nagy közönségsikerrel – bemutatott Láz című tévéjáték, amely Lippenszky István drámája alapján készült, s egy orvos kálváriáját dolgozta fel. Szintén Babiczky nevéhez köthető az MTV Pécsi Stúdiójának első tévéjátéka, a Czakó Gábor hasonló című alkotása alapján készült Szénporcsata (1982), valamint dr. Jósfay György Szigorított fegyház című novellája alapján megalkotott tévéjáték (1982) megrendezése is.
1983-ban tért vissza Budapestre, a Natura szerkesztőségében kezdeményezésére létrejött a Magyar Televízió első környezetvédelmi műsora: Tájkép. Végig az irodalom maradt érdeklődése középpontjában. Mintegy ezer alkotás fűződik nevéhez.
Érdemben vett részt az átalakuló köztelevízió belső küzdelmeiben, a rendszerváltást követő évek szakszervezeti és üzemi tanácsi tevékenységében. Jelentős érdeme: azt az értékmentő kulturális projektet találta ki és vezette, amely több ezer óra mozgóképi tartalmat digitalizál, ezzel mentve meg az utókornak. Neki és munkatársainak köszönhető, hogy sok értékes alkotást ma is vetíthető/sugározható minőségben őriz az MTVA archívuma. Egy ideig ő irányította az MTV Pécsi Körzeti Stúdiójában készült egykori filmek archiválását is, így azok közül szintén elérhetővé vált számos produkció az utókor számára.
Rendezői és értékmentő munkája mellett a Magyar Televízió 50. évfordulójára tévétörténeti könyvet írt: Szabadság tér 17, avagy a köztelevízió tündöklése és… (Ráday Könyvkiadó, 2007).
Televíziós munkásságával párhuzamosan a Szegedi Tudományegyetemen televíziózást tanított, valamint bekapcsolódott az OKJ-s képzésekbe. Mozgóképes oktatási tételeket írt-szerkesztett, állami vizsgabizottságokban vett részt, szakmai szervezetekben ténykedett (Magyar Mozgóképkészítők Céhe, Filmjus).

## Filmjei

### Dramatikus művek
- Kazinczy Ferenc: Fogságom naplója (tévéjáték) 1979
- Lippenszky István: Láz (tévéjáték) 1980
- Czakó Gábor: Szénporcsata (filmszatíra) 1981
- Jósfay György: Szigorított fegyház (tévéjáték) 1982
- Szentmihályi Szabó Péter: Atomzsarolás (tévéjáték) 1983
- Hallama Erzsébet: Hét varázsdoboz (mesejáték) 1985
- Benedek András: Csodakarikás (mesejáték) 1987
- Sumonyi Papp Zoltán: Pázmány (tévéjáték) 1987
- Eszterházy Péter: Spionjáték (monodráma) 1989
- Sükösd Mihály: Egy államférfi nehézségei (tévéjáték) 1989
- Bajor Andor: Főúr írja a többihez (tévéjáték) 1990
- Horváth Péter: Neveletlenek (tévéjáték) 1995

### Ismeretterjesztő, dokumentum műsorok
- Színházi Album (havi magazin) 1977-1979
- Világszínpad (havi magazin) 1977-1979
- Nemzetemnek vagyok katonája (Az aradi vértanúk emlékére) 1983
- Irodalmi barangolások I-XVI rész 1978-1984
- Lélektől lélekig (emlékezés Tóth Árpádra) 1985
- Rapszódia egy őszi kertben (Vas István köszöntése) 1985
- A nagy testamentum (Villon-zenés) 1985
- Ladányi Mihály: Szavak sötétben 1986
- Pódium Lukács Sándor 1986
- A magyar történelem versekben I-IV. rész 1986
- A tanár úr (egy óra Gáti Józseffel) 1987
- Öröklétet dalodnak (Weöres Sándor) 1987
- Áprily Lajos emlékére 1987
- A mulandóságról (Gáti Oszkár) 1988
- Prizma /havi életmód magazin/ 1994-1995
- Csámborgó (havi idegenforgalmi magazin 1994-1995
- Ezredvégi költőportrék I-XVI. rész
- Babits: Esztergomi napló (videoetűd) 1995
- Füttyös Csavargó (Berda József) 1995
- Egy polgár vallomásai (Márai Sándor) 1995
- Hajszálhíd (Határ Győző) 1995
- Didergő ezüstfiú (Nagy László) 1995
- Tóth Eszter és az övéi 1995
- Tsuszó Sándor emlékest (1995 szilveszter)
- Zene Táj Város (havonta) 1995-1996
- 100 éves a mozi 1995-1996
- Bestseller 1995-1996
- Franzstadti varieté (1996 szilveszter)
- Sortalanság (Kertész Imre portré) 1996
- Vers Mindenkinek (egy évtizeden át)
- Lurkó foci 1998-1999
- Hőséges az Isten (havi vallási magazin a TV2-n) 1997-1998
- Századfordító magyarok (portrésorozat) 1998-1999
- Zenebutik (havonta) 1998-1999
- Napfogyatkozás Magyarországon 1999
- Kun Zsuzsa portré 2000
- Lányok a körmösön (dokumentumfilm) 2002
- Látogatóban Gyulai Liviusnál (portré) 2002-2003
- Szöllősi Mihály borász portréja 2010 (Duna Televízió)
- „Ember arccal néz rám, s elhiszem a kőnek.” Portré Hunyadi László szobrászról. 2013
- Nekem már egy hét után honvágyam van… Kékedi László fafaragó, a népművészet mestere (MMA akadémikus portrék), 2017[2]
- Folyamatos múlt, dokumentumfilm Szentlászló horvátországi faluról  2017
- „Hagyomány, mesterség, művészet" – Portréfilm Szatyor Győző népművészről (MMA akadémikus portrék) 2018[3]
- Vesmás Péter, építész (MMA akadémikus portrék) 2019
- Életrajztöredékek: Számadás 80 év után. Radó Gyula rendező portréja, 2019[4]
- Az ezredforduló gyermeke: Portrémozaik Szurcsik József képzőművészről, 2023

## Rádiójátékok
- Dickens: Szép remények (21 rész)
- Bandello: A pajzán griffmadár (21 rész)
- Babits Mihály: Elza pilóta (2 rész)
- Dickens: Húsz év múlva ( 21 rész)
- Spiró György: Hannibál
- Jékely Zoltán: Fekete Vitorlás (2 rész)
- Hubay Miklós: Búcsú a csodáktól
- Kenéz Ferenc: Szabaduló művész
- Szőts Géza: Shakespeare-játék
- Bay Gyula: Péter király (2 rész)
- Győri Klára: Kiszáradt az én örömem zöld fája (12 rész)
- Csák Gyula: Merénylet
- Csiky Ágnes Mária: A meggyilkolt város

## Könyvei
- Szabadság tér 17. A Magyar Televízió tündöklése és...; Ráday Könyvesház, Bp., 2007
- Sub fehér rosa a kultúráért; összeáll. Babiczky László; Kultúraközvetítők Társasága, Bp., 2009
- Babiczky László–Zsurzs Katalin: Zsurzs. A tévéjáték-rendező; MTVA–Gondolat, Bp., 2016